# Antiperga antiopa
Perga antiopa – gatunek błonkówki z rodziny Pergidae.

## Taksonomia
Gatunek ten został opisany w 1919 roku przez Francisa Morice’a pod nazwą Perga antiopa. Jako miejsce typowe podano australijskie miasta Yallingup i Kalamunda. Holotypem była samica. W 1939 Robert Bernard Benson przeniósł go do rodzaju Antiperga.

## Zasięg występowania
Australia, występuje w stanie Australia Zachodnia.